# 한국행정법학회
사단법인 한국행정법학회(韓國行政法學會, Korean Administrative Law Association, KOALA)는 행정법 및 이에 관련된 학술의 조사·연구·발표 및 보급을 기하고 회원 상호간의 협력을 도모함을 목적으로 2010년 6월 25일에 설립된 학술단체이다. 사무실은 서울특별시 성북구 솔샘로 24길 15에 있다. 연구발표회 및 학술강연회 개최, 논문집을 비롯한 기타 도서의 발행, 국내외 학회와의 교류 등을 활동하고 있다. 학술지 《행정법학》을 발간하고 있다.

## 주요 사업
- 행정법학 및 이에 관련된 학술의 연구 및 조사
- 회지, 논문집 기타 도서의 간행
- 연구발표회 및 학술강연회의 개최
- 학회와 목적을 같이 하는 국내외 단체와의 교류
- 학술상의 제정 및 시상

## 조직
- 이사장
- 감사
- 회장
- 연구윤리위원회
- 편집위원회
- 부회장
- 집행이사
- 간사

## 학술지
- 《행정법학》[1]